# ترگو لپو
شهر ترگو لپو (به رومانیایی: Târgu Lăpuş) در شهرستان مرموره در کشور رومانی واقع شده‌است. جمعیت این شهر ۱۴٬۱۳۹ نفر است.

## نگارخانه

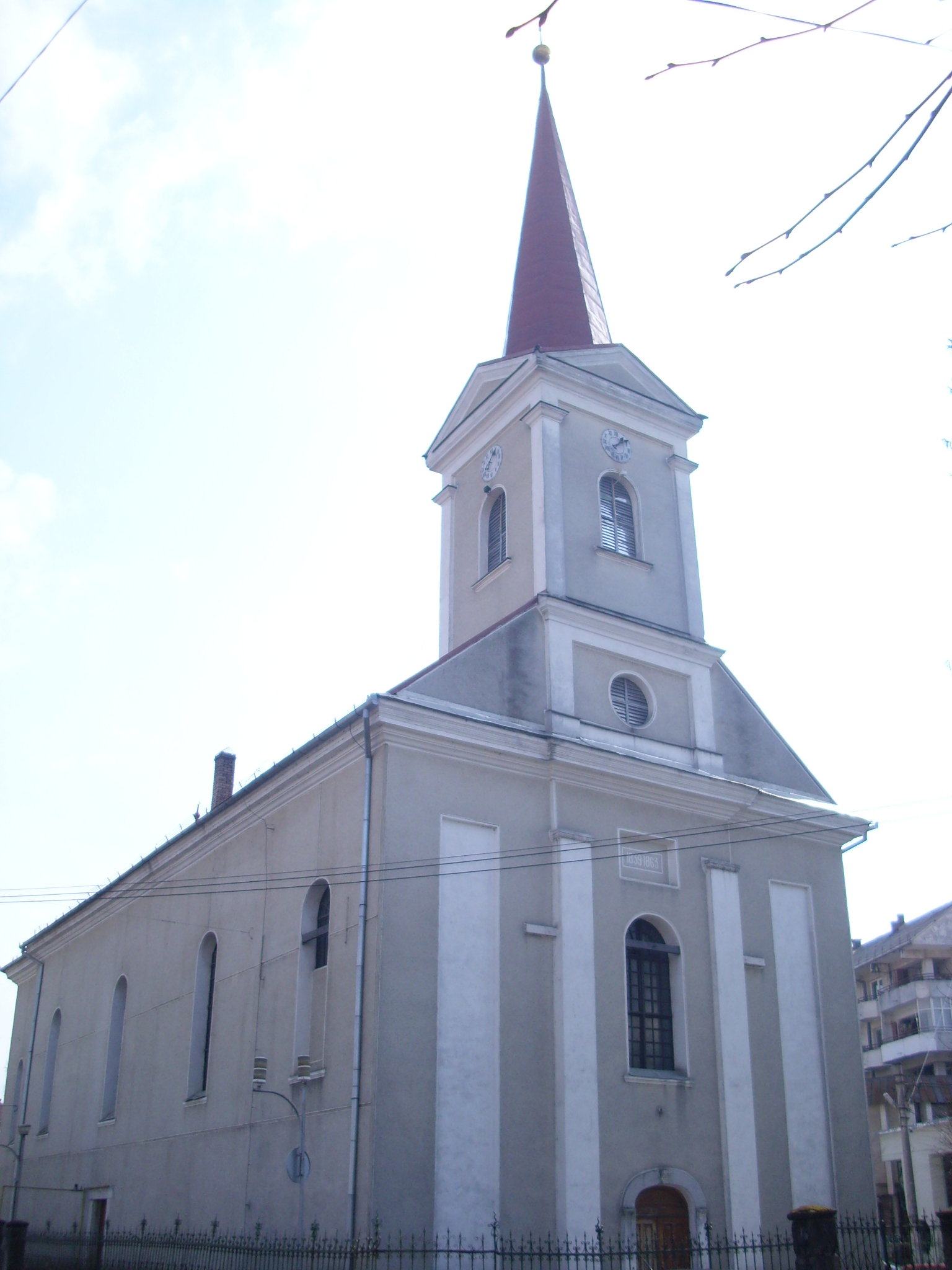
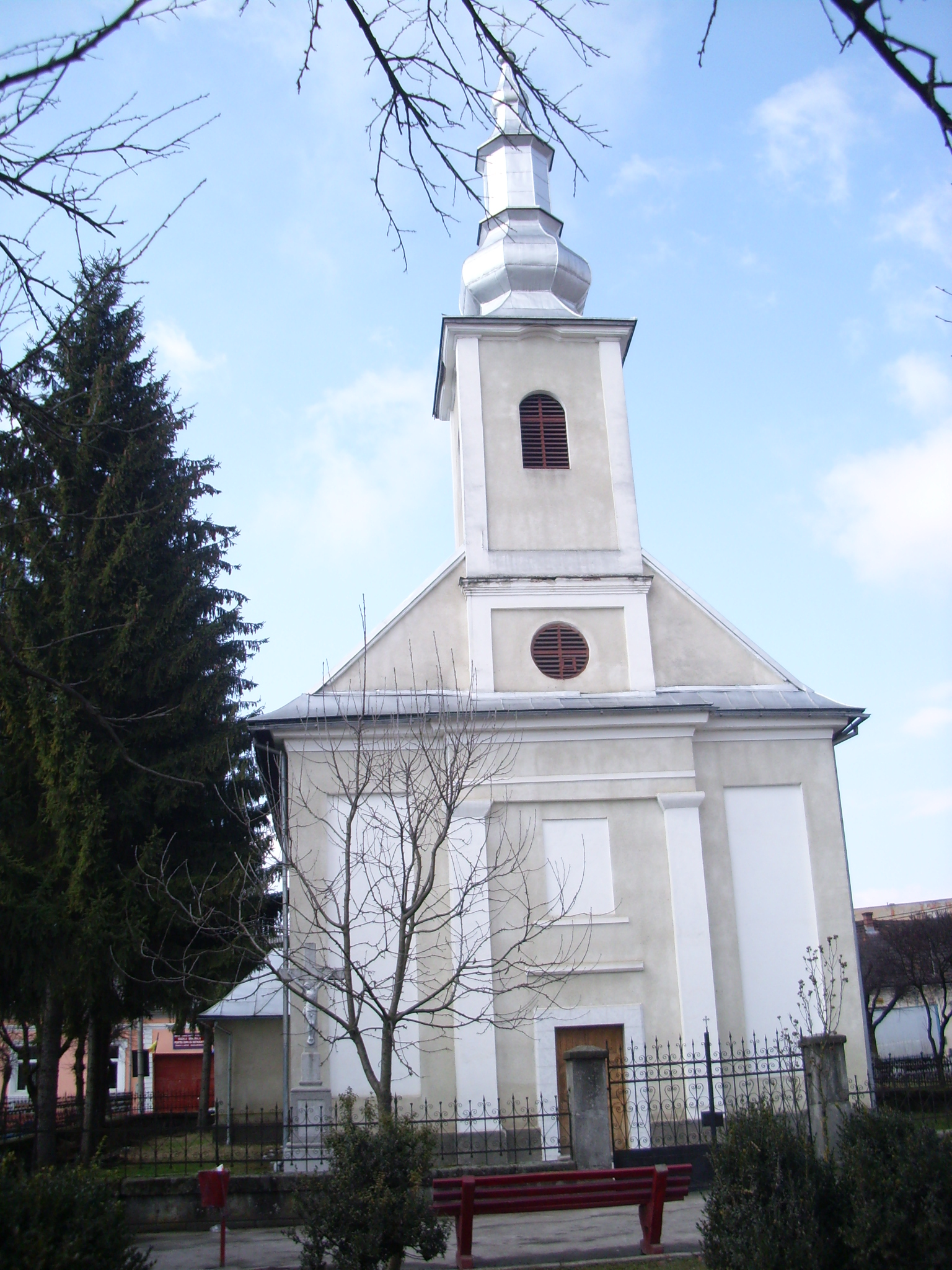
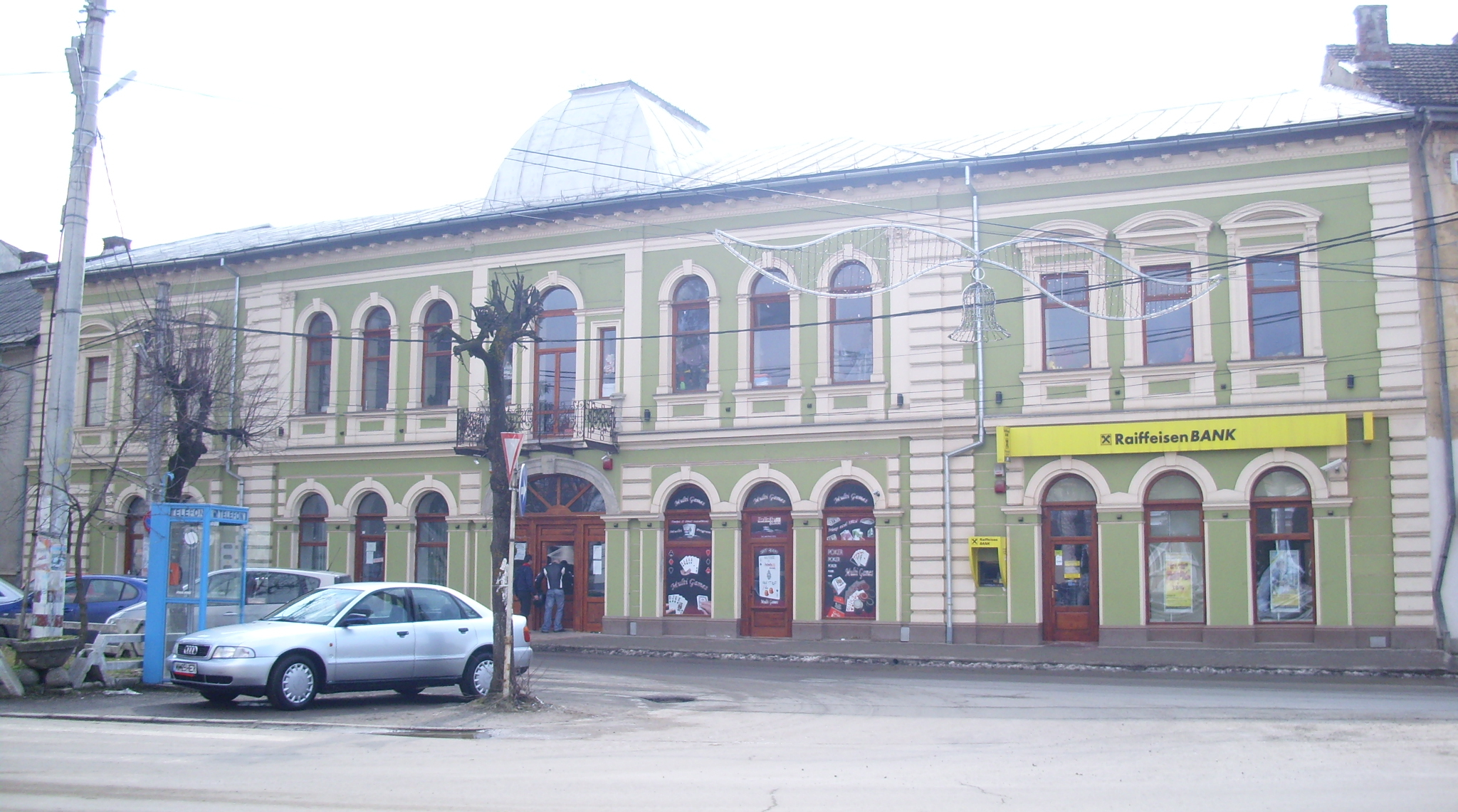
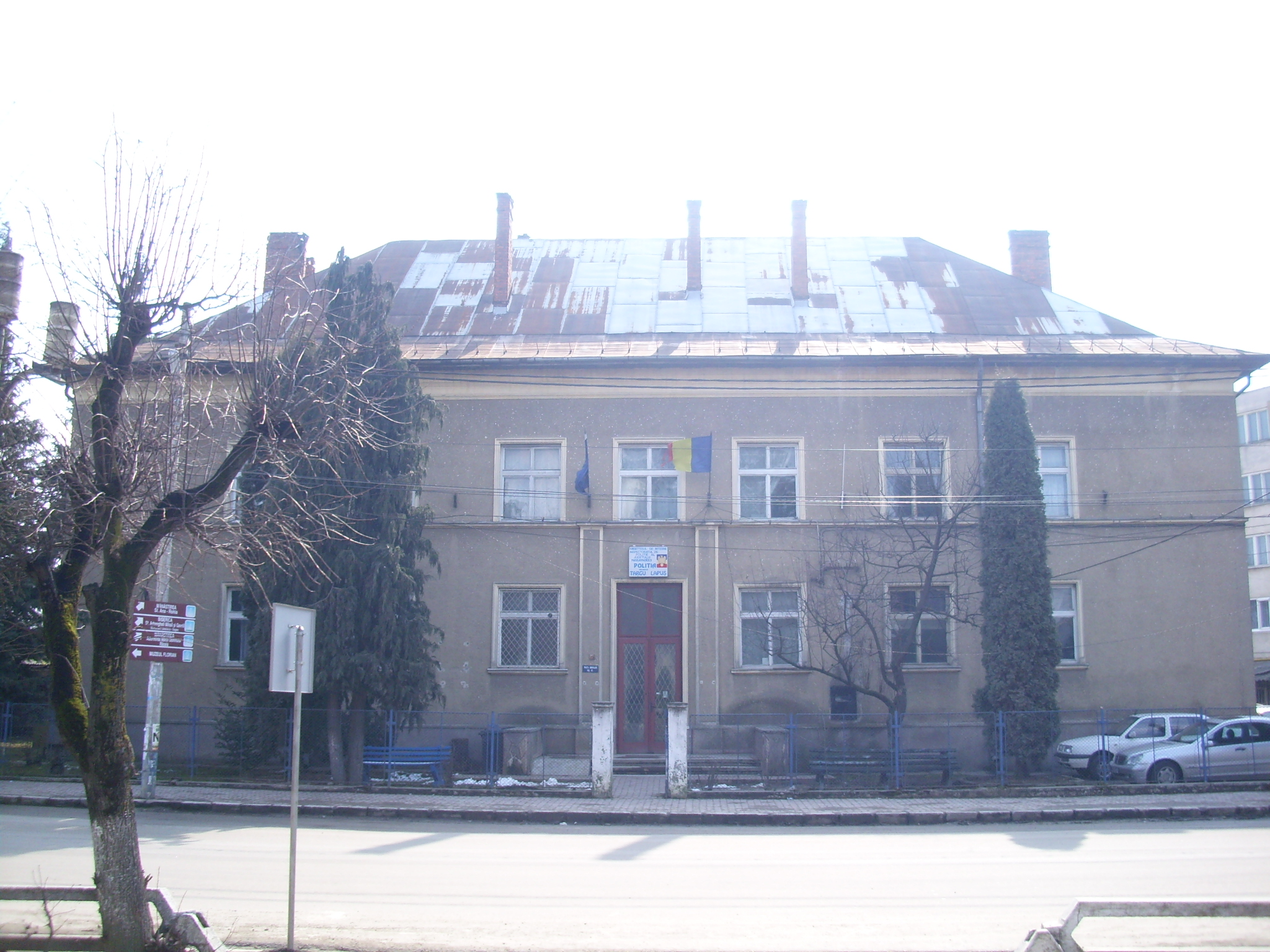
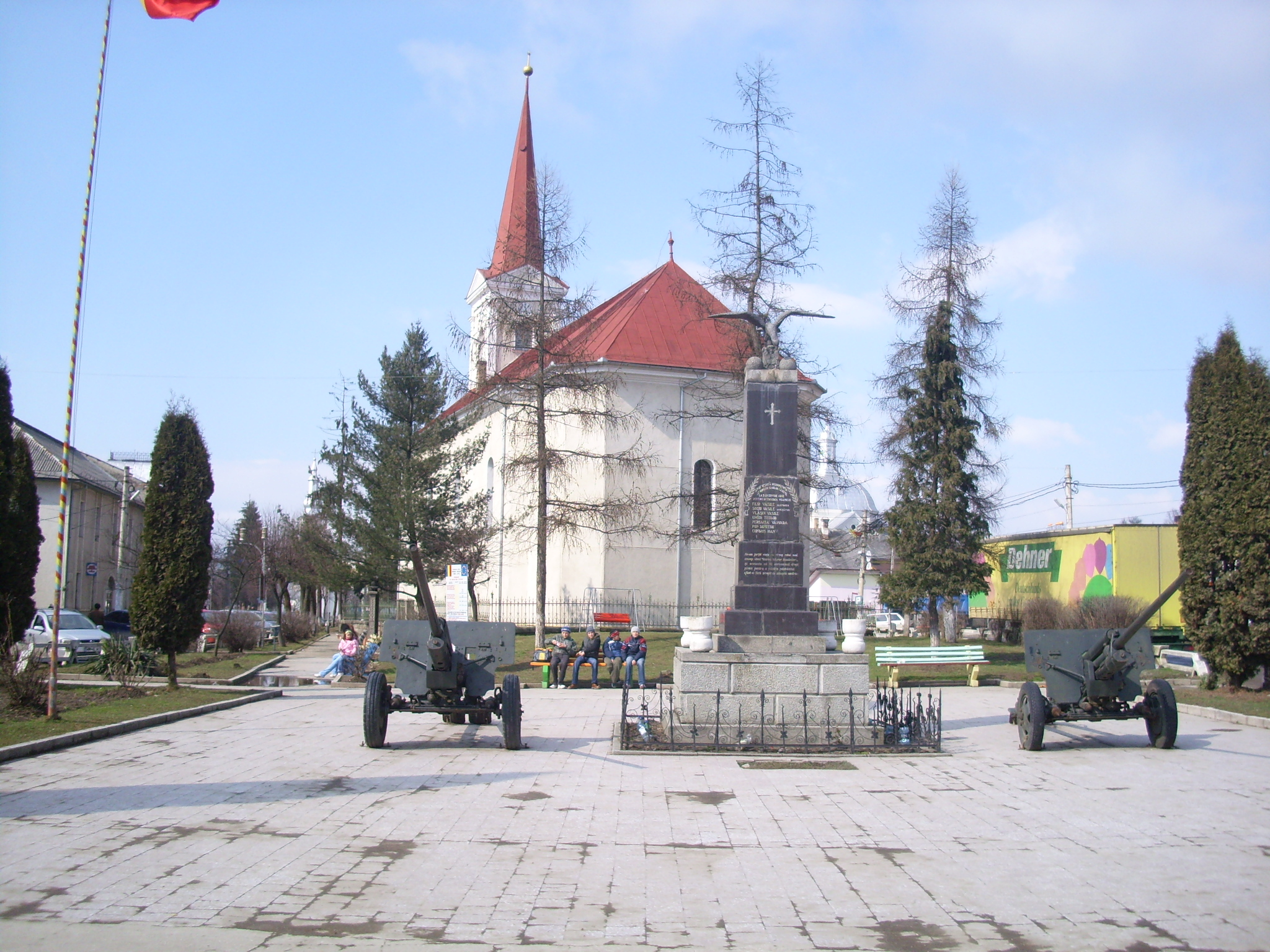